# Sainte-Gemme, Charente-Maritime
Sainte-Gemme là một xã ở tỉnh Charente-Maritime thuộc vùng Nouvelle-Aquitaine tây nam nước Pháp.
- Xã của tỉnh Charente-Maritime